# IEEE 1801-2009
IEEE 1801-2009 또는 UPF(Unified Power format)은 전자 설계 자동화의 전원 최적화에서 파워 인텐트를 규정하는 전기 전자 기술자 협회(IEEE)의 표준이다. 악세렐라(Accellera) 기구의 기증을 통해 표준이 공개되었었다.